# Zemlja Loire
Regija ili Zemlja Loire (fra. Pays de la Loire) je regija na zapadu Francuske. Sastoji se od pet departmana.

## Povijest
Regija Loire je umjetno stvorena u 20. stoljeću i nije nasljednica nikoje povijesne provincije Francuske. Regija je stvorena kao zona utjecaja za grad Nantes.
Regija se sastoji od dijelova sljedećih povijesnih provincija Francuske:
- departmana Loire-Atlantique koji je dio povijesne provincije Bretanje i koji čini otprilike 20% te povijesne provincije. Ostataklih 80% se nalazi u regiji Bretanji.
- Anjou: Maine-et-Loire departman. Cijela bivša provincija Anjou se danas nalazi u Regiji Loire.
- Maine: Mayenne i Sarthe departmani. Cijela bivša provincija Maine se danas nalazi u Regiji Loire.
- dio provincije Poitou: departman Vendée. Veći dio bivše provincije Poitou je danas u regiji Poitou-Charentes
- dio provincije Perche: sjeveroistočni dio departmana Sarthe. Ostatak ove provincije je u regijama Donja Normandija i Centre.
- mali dio provincije Touraine: jugoistok departmana Maine-et-Loire. Ostatak ove provincije je u regiji Centre.

Regija je dobila ime po rijeci Loire koja teče kroz regiju i koja je najduža rijeka u Francuskoj.

## Politika i administracija
Regija je poznata po tradicionalnom katoličkom konzervativizmu. Kao takva, regija je bila snažno uporište desnih stranaka Francuske. Ipak, na lokalnim izborima 2004. vlast je dobila Socijalistička stranka, što je prvi put u povijesti regije da je izbore dobila neka ljevičarska stranka.

## Zemljopis
Regija Loire se prostire na 32 082 km². Regija je dobila ime po rijeci Loire, koja prolazi kroz ovu pokrajinu i ulijeva se u Atlantski ocean. Ostale veće rijeke koje prolaze kroz ovu regiju su: Sarthe, Mayenne, Maine, Thouet i Erdre. Ukupno kroz regiju prolazi 18.000 kilometara vode. Najviša točka regije je Mont des Avaloirs (417 metara), u departmanu Mayenne.
Regija ima 368 km dugu obalu na Atlantskim oceanom. Dva važnija otoka u regiji su Noirmoutier i Île d'Yeu.

## Kultura
Budući da je ova regija stvorena umjetno, departmani Regije Loire nemaju zajedničku povijest ni kulturu. Iako je regija dobila ime po rijeci Loire, povijesni dvorci Loire se ne nalaze u ovoj regiji nego u pokrajini Centre. Također u regiji postoji problem departmana Loire-Atlantique, koji se želi odvojiti od ove regije i pripojiti Bretanji kojoj povijesno pripada. U ovom departmanu je vrlo jak pokret za pripajanje Bretanji, međutim male su naznake da će se ovo otcjepljenje dogoditi.

## Vanjske poveznice
- Službena stranica regionalnog vijeća Regije Loire

|  | Portal Francuske – Pristup člancima s tematikom o Francuskoj. |